# Caribs negres
Els caribs negres són un poble indígena de l'illa de Saint Vincent, a Saint Vincent i les Grenadines. Estan formats per la barreja entre caribs illencs i esclaus negres que es va produir al segle xviii. La seva població manté la cultura carib i conformen una petita minoria de la població de l'arxipèlag que representa el 2% del total de la seva població. La història dels caribs negres és coneguda gràcies a les notícies que el governador britànic sir William Young va enviar a la corona britànica. Young va explicar que els caribs negres eren el resultat d'una barreja entre els caribs i esclaus africans de vaixells espanyols que havien encallat a prop de les illes. Aquests documents foren llegits i presos com a referència per a molts cronistes i historiadors. De totes maneres, altres investigadors sobre la llengua i la història garífuna (un grup de descendents dels caribs negres que viuen a la costa carib d'Amèrica Central, entre Nicaragua i Belize) com Itarala, tenen la seva pròpia concepció sobre l'origen dels caribs negres. Ells consideren que els avantpassats negres dels caribs negres eren refugiats que es van escapar de l'esclavitud des d'altres illes properes i que foren esclaus dels caribs indígenes. Els caribs negres són el grup ètnic que va originar el poble garífuna, quan una part de la seva comunitat fou expulsada de Saint Vincent el 1797 fins a l'illa de Roatán, a l'actual Hondures, des d'on van emigrar cap al territori continental d'Amèrica Central. En l'actualitat ocupen la costa carib des del sud de Belize fins al nord de Nicaragua.

## Història
Quan els europeus van arribar a l'illa de Saint Vincent, aquesta estava poblada per indígenes caribs que eren el resultat de la barreja d'arawaks i invasors caribs que hi havien arribat.

### Versió de William Young
Després de l'arribada dels britànics a Saint Vincent el 1667, el major John Scott va escriure un reportatge per la corona anglesa explicant que Saint Vincent estava habitada per pobles indígenes i alguns africans que procedien de dos vaixells espanyols que havien encallat en els bancs de les illes. Posteriorment, el 1795, el governador britànic Sir William Young va explicar en un altre informe per la corona que l'illa estava poblada per esclaus negres de dos vaixells espanyols que s'havien enfonsat a prop de l'illa el 1635 (tot i que segons altres autors com Idiáquez, fou entre el 1664 i el 1770). Aquests eren vaixells esclavistes que volien arribar a les Índies Occidentals (Bahames i Antilles). Segons aquest informe, després del naufragi, esclaus d'origen ibibio del sud de l'actual Nigèria es van escapar fins a la propera illa de Bequia. Aquests foren esclavitzats pels caribs, que se'ls van emportar a Saint Vincent. De totes maneres, segons Young, els esclaus eren "massa lliures d'esperit" i els caribs van planejar matar tots els nens mascles. Quan els africans ho van saber, es van rebel·lar i van matar els caribs que van poder abans de fugir cap a les muntanyes, a on es van assentar per viure-hi. Des d'aquí, els africans feien ràzzies contínues contra els caribs i en van fer disminuir el seu número.

#### Confrontació a aquestes versions
Altres versions diuen que aquests dos informes britànics estaven esbiaixats per tal de justificar el control complet de Saint Vincent demostrant a la corona britànica que els habitants negres que hi vivien no eren aborígens i no tenien cap dret a viure a l'illa i per això els podien eliminar. La versió de Young que tots els esclaus provenien d'un sol grup ètnic no és plausible, ja que està demostrat que els vaixells es carregaven a Àfrica Occidental amb gent de molts grups ètnics i lingüístics diferents per evitar que fessin motins.
Altres motius per als quals es creu que aquesta hipòtesi no és vàlida són:
- Saint Vincent no era una illa que estava ubicada en les rutes dels vaixells esclavistes.
- Olive Frank afirma que el vaixell "Palmira" (un dels que es diu que van enfonsar-se) fou un vaixell esclavista que va navegar cap a Cuba a la dècada del 1800, quan els garífunes ja estaven a Amèrica Central.
- Tots els vaixells esclavistes estaven registrats, tant els que van arribar com els que no, i no es té notícia que cap dels que va enfonsar-se entre 1630 i 1680 ho fes a prop de Saint Vincent.

### Hipòtesis actuals

#### Els africans van arribar en diferents èpoques a Saint Vincent com a cimarrons o robats d'altres illes pels caribs
El lingüista especialista en llengua garífuna Itarala i altres investigadors han criticat els informes de Young. Segons ells, la majoria dels esclaus van arribar a Saint Vincent des d'altres illes del Carib des de les que s'havien escapat de l'esclavitud. Així, ells eren cimarrons de les plantacions de les illes veïnes i a Saint Vincent van adoptar la cultura carib. Tot i que la majoria dels esclaus van arribar de Barbados (la majoria dels esclaus d'aquesta illa provenien de les actuals Nigèria i Ghana) però també n'hi havia que venien d'altres illes com Saint Lucia (la majoria provenien de l'actual Senegal, Nigèria i Angola) i Grenada (molts dels quals eren de Guinea, Sierra Leone, Nigèria (sobretot igbos), Angola i Ghana o eren iorubes o bakongo). Els barbadians i els saintlucians van arribar a Saint Vincent abans de 1735. Després de 1775 la majoria van arribar de Saint Lucia i Grenada. Després d'arribar a l'illa foren acollits pels caribs que els van oferir protecció, els van esclavitzar, i s'hi van casar.
A més a més dels cimarrons, els caribs també van capturar esclaus de les illes veïnes (tot i que ells tenien com a esclaus també blancs i caribs mateixos) quan hi anaven per lluitar contra els britànics i els francesos. Molts dels esclaus capturats foren integrats a les seves comunitats (igual que va passar en altres illes com Dominica). Després de la revolta africana contra els caribs i la seva fugida a les muntanyes, segons Itarala, els afroamericans baixaven de les terres altes per a tenir relacions sexuals amb dones ameríndies -segurament perquè la majoria eren homes- o per a robar menjar. Aquestes relacions sexuals no necessàriament havien de comportar matrimoni.
Per altra banda, si els cimarrons segrestaven a les dnes arawauko-caribenyes o s'hi casaven, és una altra de les contradiccions entre els documents francesos i la memòria històrica dels garífunes. Andrade Coelho manifesta que "sigui quin sigui el cas, els caribs mai consentirien donar les seves filles en matrimoni als homes negres". Sebastian R. Cayetano argüeix que "els africans es casaven amb les dones caribs i d'aqui van sorgir els garífunes". Segons Charles Guillick, alguns caribs es van mixturar de manera pacífica amb els cimarrons i alguns no. Van crear dues faccions: els caribs negres i els caribs grocs, que es van enfrontar en més d'una ocasió a finals del segle xvii i inicis del segle xviii. Segons Itarala, molts es van casar entre ells i van originar els caribs negres.
La separació de l'aparença física entre els caribs negres i els caribs grocs de finals del segle xvii fonamenta la teoria de Gullick. Potser degut al seu domini numèric, la comunitat negra va empènyer els caribs grocs cap a la banda de sotavent de l'illa i es van quedar amb els territoris més fèrtils i plans (però també més desprotegits contra els atacs des del mar) de sobrevent. També sembla verídic el fet que el 1700 els caribs grocs van demanar la intervenció dels francesos contra els caribs negres, tot i que quan van veure les seves intencions, van tornar a preferir aliar-se amb els afroamericans.

#### Hipòtesi de l'origen dels caribs negres previ a la colonització europea
L'historiador Ivan Van Sertima (1970) afirma que hi va haver grups de mariners d'Àfrica Occidentals acompanyats pels seus reis que van arribar al Carib i es van posar en contacte amb els seus nadius. Ho fa basant-se en les obres de Leo Wiener (1920) i Alexander Van Wuthenau (1969). Diu que hi ha evidències històriques, lingüístiques, antropològiques i botàniques que evidencien que els africans coneixien la navegació a través de l'Atlàntic. Un altre historiador que defensa aquesta tesi és el garífuna Edgar Adams, que creu que els garinagu van ser el producte dels primers africans que van arribar al carib i que es van barrejar amb els indígenes del lloc.

### Guerres caribs
El 1627 els britànics van començar a reclamar l'illa de Saint Vincent i es van oposar als assentaments francesos que al voltant de 1610 havien començat a cultivar parcel·les i a les seves aliances amb els caribs. Els caribs negres havien obtingut poder i prestigi social i eren considerats pels britànics que volien ocupar l'illa per a donar-la a la seva corona, un problema que havia de ser erradicat. El Governador, William Young, va afirmar que els caribs negres tenien les millors terres però que no hi tenien cap dret. A més a més, l'amistat entre els colons francesos i els caribs negres havia ajudat que aquests s'haguessin intentat quedar tota l'illa. Això va ser la causar la Primera Guerra Carib que va començar el 1769. Els caribs negres, liderats pel cap Joseph Chatoyer, van defensar la banda de sobrevent de l'illa de l'expedició militar britànica d'aquest any després d'haver rebutjat diverses peticions que els representants del govern colonial britànic els havien fet que els venguessin les seves terres. La defensa efectiva dels caribs, el desconeixement dels britànics de la regió i l'oposició de Londres a una guerra van provocar que els colons britànics no aconseguissin els seus objectius. El 1773 van signar un tractat de pau que limitava les fronteres entre les zones caribs i britàniques de l'illa. El tractat delimitava la zona que pertanyia als caribs i demanava que els anglesos i reclamava que els esclaus fugitius que havien fugit a Saint Vincent de les plantacions angleses i franceses fossin retornats. Aquesta última clàusula, juntament amb la prohibició del comerç amb les illes veïnes no va agradar als caribs. Tres anys després, quan els francesos van donar suport a la Revolució Americana, els caribs s'hi van aliar contra els britànics. Sembla que el 1779, els caribs negres van inspirar tant terror als colons britànics que ells preferien rendir-se als francesos i cedir les seves terres sense disparar un sol tret.
Més endavant, el 1795, els caribs es van tornar a rebel·lar contra el jou britànic sobre l'illa i va començar la Segona Guerra Carib. Aquesta fou molt sagnant, ja que els caribs negres van patir moltes baixes a causa d'una epidèmia. Tot i això, els caribs van aconseguir obtenir el control de la majoria de l'illa excepte la zona al voltant de Kingstown que es va salvar a causa de l'arribada de reforços britànics. L'ajuda de tropes franceses, juntament amb l'efectivitat de les defenses caribs i la ineficàcia dels britànics van fer que aquests no aconseguissin obtenir el control de les zones de sobrevent i de l'interior. El 1796 el general Ralph Abercromby va liderar una important expedició militar que va acabar tenint èxit en l'aixafament de l'oposició carib.
Després de la guerra, els britànics veien els caribs com els seus enemics i van decidir expulsar-los a la força de Saint Vincent. Aquell any dos britànics van enviar informes a Corona explicant que els esclaus que havien arribat a Saint Vincent no eren nadius del lloc i que els haurien de deportar. Aquests informes foren fets per a deportar els caribs negres, que eren aliats dels francesos i enemics dels anglesos.
Perquè això fos creïble, William Young va indicar el lloc específic del que provenien els esclaus: de Nigèria, i que específicament eren ibibios. A més a més, va dir que van arribar amb dos vaixells espanyols amb un vaixell espanyol i un d'holandès que s'havien enfonsat a prop de l'illa el 1635 i que els supervivents es van establir a l'illa (després d'això, els cronistes posteriors i els historiadors es van limitar a continuar citant aquests informes fins que fos un esdeveniment ben conegut). Degut a aquests informes, la Corona Britànica va permetre la deportació dels caribs negres. Els colons britànics van triar els caribs que tenien faccions i trets físics més africans per a ser deportats, mentre que els que semblaven més amerindis se'ls va permetre romandre a l'illa. Més de 5000 caribs negres foren deportats a l'illa de Roatán, a on només en van arribar uns 2.500 supervivents el 12 d'abril de 1797. Des d'aquesta illa, els garífunes (descendents dels caribs negres deportats) van assentar-se al territori continental del mar Carib, entre Belize i Nicaragua. Segons Gonzalez (2008, p. XV), la paraula garífuna deriva de "kalinago", que era el nom que els espanyols els van atorgar quan els van trobar a les petites Antilles des de 1492.

## Demografia
El 2% de la població actual de Saint Vincent i Grenadines són caribs negres. Els caribs negres treballen en el comerç, l'agricultura i la navegació. Tenen pràctiques rituals referents a la relació amb els difunts i amb la malaltia que els caracteritzen encara com un grup ètnic específic.

## Orígens africans dels caribs negres
Com que el document de Young fou escrit per a justificar la deportació dels caribs negres rebels, que hi ha evidències que no hi va haver mai esclaus negres que arribessin a Saint Vincent directament d'Àfrica i que es coneix que en els vaixells esclavistes s'hi transportaven esclaus de molts orígens ètnics i lingüístic diferents per a prevenir que es revoltessin durant el viatge, els caribs negres no tenen un únic origen, tal com afirmava Young.
Per tant, segons diversos investigadors, basant-se en la tradició oral dels caribs negres i els garífunes, ell eren descendents d'una barreja de caribs i africans. Els grups ètnics als quals podien pertànyer els seus avantpassats són: efiks, igbos, fons, aixanti, iorubes i bakongo. Concretament són de les zones costaneres d'Àfrica Occidental i Central. Els esclaus eren exportats a altres illes caribenyes, des de les que van fugir com a cimarrons o van ser capturats pels caribs de Saint Vincent i portats a l'illa.
L'historiador i antropòleg garífuna de Belize, Sebastian R. Cayetano diu que els avantpassats africans dels garífunes provenien d'Àfrica Occidental, sobretot de les tribus iorubes, igbos i aixanti. Segons Roger Bastide, la fortalesa inaccessible del nord-est de Saint Vincent estava integrada per fugitius iorubes, fons, fante-aixanti i bakongo. Aquests orígens africans són verídics almenys en l'ascendència masculina. Per la banda femenina, es creu que la majoria d'avantpassades eren dones caribs. Segons documents del segle xviii, Ruy Galvao de Andrade Coelho va suggerir que els caribs negres provenien de Nigèria, Costa de l'Or, Dahomey, el Congo i altres regions d'Àfrica Occidental.
A principis del segle xviii, la població de Saint Vincent ja era majoritàriament negra i durant aquest segles hi va haver molts fills d'afroamericans amb caribs, si existia un grup purament carib que era anomenat dels caribs grocs o caribs vermells per a diferenciar-los dels negres.